# Бельские (художники)
Бе́льские — семья русских живописцев армянского происхождения, видных представителей русского барокко и классицизма XVIII века. 
Первый известный представитель семьи — «мастер лаковых дел» Оружейной палаты Иван Лазаревич Бельский — по происхождению сын «кзылбашенина», то есть прибывшего из Персии, армянина Лазаря Ивановича Бельского (фамилия и отчество даны при православном крещении), признанного одним из интереснейших живописцев XVII века.
Его сыновья Иван Иванович (6 [17] января 1719, Санкт-Петербург — 13 [24] января 1799, там же) и Алексей Иванович (1726 — 21 мая (1 июня) 1796, Санкт-Петербург) с середины 1740-х годов были зачислены в «Канцелярию от строений», где учились у Джироламо Бона, И. Я. Вишнякова и других; писали образа для собора Александро-Невской лавры (Иван Иванович Бельский. Он же руководил мозаичной мастерской, основанной Михаилом Ломоносовым), Андреевского собора в Киеве (Алексей Иванович Бельский) и дворцовых церквей, а также театральные декорации, плафоны и панно для императорских дворцов.
Алексей Иванович Бельский пользовался славой лучшего (наряду с Дж. Валериани) мастера декоративной живописи. Произведения Ивана Ивановича («Архиерей во время служения литургии», 1770, «Голова апостола Петра», 1783, — оба в Третьяковской галерее) и Алексея Ивановича («Десюдепорт с попугаем», 1754, Русский музей, Санкт-Петербург; «Архитектурный вид», 1789, Третьяковская галерея) исполнены в широкой живописной манере, часто включают пейзажные и жанровые мотивы.
Атрибуция некоторых работ представляет проблему: в Академии художеств находится несколько картин, писанных Бельским, но неизвестно каким, так как кроме Алексея и Ивана большой известностью пользовался и третий брат — Ефим Иванович Бельский (1730 — 28 ноября 1778) — подмастерье живописи «Канцелярии строений».
Сын Ивана Ивановича Бельского — Михаил Иванович Бельский (1753 — 29 мая (9 июня) 1794, Санкт-Петербург) — учился в петербургской Академии художеств (1764—73) у А. П. Лосенко и Д. Г. Левицкого, затем в Англии и у Ж. Дюплесси в Париже. Известны его портреты учителя с учениками (1773, Русский музей, Санкт-Петербург) и композитора Д. С. Бортнянского (1788, Третьяковская галерея), а также батальная сцена «Штурм Очакова» (1794, Картинная галерея [бывший Музей русского искусства], Киев).